# واندرلي سيلفا
واندرلي سيلفا (/ˈvændərleɪ/ VAN-dər-lay، تلفظ برتغالي: /vɐ̃deʁˈlej ˈsɛzɐʁ dɐ ˈsiwvɐ/، يابانية: [bandaɾeː ɕi.ɯba]؛ مواليد 3 يوليو 1976) هو مُقاتل فنون قتالية مختلطة برازيلي سابق شارك في بطولة برايد فايتنغ اليابانية ويو إف سي الأمريكية.

## وصلات خارجية
- واندرلي سيلفا على موقع يو إف سي (الإنجليزية)
- واندرلي سيلفا على موقع بيلاتور (الإنجليزية)
- واندرلي سيلفا على موقع شيردوغ (الإنجليزية)
- واندرلي سيلفا على موقع Tapology.com (الإنجليزية)
- واندرلي سيلفا على موقع IMDb (الإنجليزية)
- واندرلي سيلفا على موقع قاعدة بيانات الفيلم (الإنجليزية)